# Джуно (филм)
Вижте пояснителната страница за други значения на Джуно.
„Джуно“ (на английски: Juno) е американски трагикомичен филм от 2007 г. на режисьора Джейсън Райтман.

## Актьорски състав
| Актьор          | Роля          |
| --------------- | ------------- |
| Елън Пейдж      | Джуно Макгъф  |
| Майкъл Сера     | Поли Блийкър  |
| Дженифър Гарнър | Ванеса Лоринг |
| Джейсън Бейтман | Марк Лоринг   |
| Алисън Джени    | Брен Макгъф   |
| Джей Кей Симънс | Мак Макгъф    |
| Оливия Тирлби   | Лия           |
| Кандис Акола    | Аманда        |
| Рейн Уилсън     | Роло          |

## Награди и номинации
| Категория                               | Номиниран                            | Резултат                    |
| Оскар (24 февруари 2008 г.)             | Оскар (24 февруари 2008 г.)          | Оскар (24 февруари 2008 г.) |
| --------------------------------------- | ------------------------------------ | --------------------------- |
| Най-добър оригинален сценарий           | Диабло Коди                          | награда                     |
| Най-добър филм                          | Най-добър филм                       | номинация                   |
| Най-добър режисьор                      | Джейсън Райтман                      | номинация                   |
| Най-добра женска роля                   | Елън Пейдж                           | номинация                   |
| Награда на БАФТА (10 февруари 2008 г.)  |                                      |                             |
| Най-добър оригинален сценарий           | Диабло Коди                          | награда                     |
| Най-добра актриса в главна роля         | Елън Пейдж                           | номинация                   |
| Златен глобус (13 януари 2008 г.)       |                                      |                             |
| Най-добър филм – мюзикъл или комедия    | Най-добър филм – мюзикъл или комедия | номинация                   |
| Най-добър сценарий                      | Диабло Коди                          | номинация                   |
| Най-добра актриса в мюзикъл или комедия | Елън Пейдж                           | номинация                   |
| Сателит (16 декември 2007 г.)           |                                      |                             |
| Най-добър филм – мюзикъл или комедия    | Най-добър филм – мюзикъл или комедия | награда                     |
| Най-добър оригинален сценарий           | Диабло Коди                          | награда                     |
| Най-добра актриса в мюзикъл или комедия | Елън Пейдж                           | награда                     |
| Емпайър (29 март 2009 г.)               |                                      |                             |
| Най-добра актриса                       | Елън Пейдж                           | номинация                   |